# Évêché titulaire de Mathara-en-Numidie
Le diocèse de Mathara de Numidie (en latin: Dioecesis Matharensis in Numidia) est un siège supprimé et titulaire (in partibus infidelium) de l'Église catholique.

## Histoire
Mathara de Numidie, dans l'actuelle Algérie, est un ancien siège épiscopal de la province romaine de Numidie.
On ne connaît que deux évêques documentés de Mathara. Le premier est un donatiste du nom d'Honoré qui prit part à la conférence de Carthage en juin 411, concile qui réunit aussi bien les évêques catholiques que les évêques donatistes de l'Afrique romaine; le siège n'avait alors pas d'évêque strictement catholique. Le second est un évêque du nom de Félix qui participa au synode de Carthage convoqué par le roi vandale Hunéric (de tendance arienne) en 484, à l'issue duquel il fut condamné à l'exil.
Aujourd'hui Mathara de Numidie n'existe qu'en tant que siège titulaire; son titulaire actuel est Mgr Ghaleb Moussa Abdalla Bader, ancien archevêque d'Alger et nonce apostolique au Pakistan (en).

## Évêques titulaires
- Laurenz Böggering (de) † (25 juillet 1967 - 10 janvier 1996, décédé)
- Alois Schwarz (27 décembre 1996 - 22 mai 2001, puis nommé évêque de Gurk)
- David Motiuk (5 avril 2002 - 25 janvier 2007, puis nommé éparque d'Edmonton)
- Franz-Josef Overbeck (18 juillet 2007 - 28 octobre 2009, puis nommé évêque d'Essen)
- Lisane-Christos Matheos Semahun (de) (5 janvier 2010 - 19 janvier 2015, puis nommé éparque de Baher Dar-Dessie)
- Ghaleb Moussa Abdalla Bader, depuis le 23 mai 2015